# Воля-Добростанська
Воля-Добростанська —  село в Україні, у Яворівському районі Львівської області. Населення становить 527 осіб. Орган місцевого самоврядування - Новояворівська міська рада.
| Україна | Це незавершена стаття з географії України. Ви можете допомогти проєкту, виправивши або дописавши її. |